# Kintuillang
Kintuillang o Quintullanca es un nombre de origen mapuche que deriva de las palabras en idioma mapuche kintuy (‘buscó’, ‘miró’) y llangka, una piedra semipreciosa, conocida en castellano como llanca o chaquira.